# 坂下町 (岐阜県)
坂下町（さかしたちょう）は、かつて岐阜県恵那郡にあった町である。2005年（平成17年）2月13日に周辺6町村と共に中津川市へ編入合併された。

## 地理
岐阜県の南東部、長野県との県境に位置し、木曽川沿いにある山間の町。隣接する旧川上村を源とする川上川が町域を北から南へ貫流し、木曽川に注いでいた。町の中心部は河岸段丘上にあり、段丘面上を横切って阿寺断層が通過している。阿寺断層による断層崖と木曽川・川上川の河岸段丘が交差した坂の多い町である。
- 山：高峰山
- 河川：木曽川、川上川
- 湖沼：椛の湖

### 小字
大字として坂下があった。
あ行
- 相沢 （あいざわ）,赤田 （あこだ）,新谷 （あらや）
- 井汲 （いぐみ）
- 上鐘 （うえがね）
- 大岩 （おおいわ）,大沼 （おおぬま）

か行
- 上新田 （かみしんでん）,上外 （かみそで）,上高辺 （かみたかべ）,握 （かみにぎり）,上原 （かみはら）,樺の木 （かんばのき）
- 切田 （きつた）
- 氷坂 （こおりざわ）,小田 （こだ）,小田垣戸 （こだがいと）

さ行
- 下島 （したじま）,下平 （しただいら）,島 （しま）,島井田 （しまいでん）,島平 （しまへ）,下新田 （しもしんでん）,下高辺 （しもたかべ）,下握 （しもにぎり）,松源地 （しようげんじ）,新田 （しんでん）

た行
- 大門 （だいもん）, 高峰平 （たかみねだいら）, 高峰山 （たかみねやま）, 谷 （たに）
- 樋ヶ沢 （といがさわ）,道垣外 （どうがいと）,時鐘 （ときがね）,徳野 （とくの）

な行
- 長坂 （ながさか）,中之垣外 （なかのがいと）,中原 （なかはら）,成栗 （なりくり）
- 西高辺 （にしたかべ）

は行
- 二股 （ふたまた）
- 法力屋 （ほうりきや）,保ヶ山 （ほけやま）, 梵字 （ぼじ）,掘懸 （ほりかけ）

ま行
- 前平 （まえびら）,町平 （まちだいら）
- 宮ノ前 （みやのまえ）
- 向山 （むかいやま）,向立岩 （むこうたていわ）

や行
- 八幡 （やはた）,矢渕 （やぶち）
- 横吹 （よこぶき）

わ行
- 和合 （わごう）

### 小字（廃止）
- 一西高部、二西高部
- 大字:上野 （うえの）

あ行
- 大沼 （おおぬま）

か行
- 上小野沢 （かみおのさわ）,上呉川 （かみくれかわ）,上外 （かみそで）,上中尾 （かみなかお）,神ノ木 （かみのき）
- 黒沢 （くろさわ）

し行
- 下小野沢 （しもおのさわ）,下呉川 （しもくれかわ）,下外 （しもそで）,下中尾 （しもなかお）

な行
- 西田 （にしだ）

は行
- 椛ノ木 （はなのき）

ま行
- 丸根 （まるね）

や行
- 山田 （やまだ）

### 隣接していた自治体
- 中津川市
- 恵那郡福岡町
- 恵那郡川上村
- 長野県木曽郡南木曽町
- 長野県木曽郡山口村

## 歴史
鎌倉時代初期から戦国時代末期まで、この地は苗木遠山氏の領地だった。慶長6年（1601年）の『美濃一国郷牒』には、坂下村は恵那郡、上野村は加茂郡と記述されている。江戸時代の坂下村は苗木藩領だった。坂下三郷（さんごう）と言われ、町組、下組（しもぐみ）、合郷の3つに分かれて庄屋が置かれていた。
1870年（明治3年）には苗木藩が廃仏毀釈を実行し、領内の全ての寺院が廃された。坂下村では長昌寺が廃されて仏教が無くなり、住民の殆どは神道となって今日に至っている。1871年（明治4年）、廃藩置県により苗木県の一部となり、その後岐阜県に編入された。

### 行政区画の変遷
- 1889年（明治22年）7月1日 - 町村制施行により、坂下村と上野村と川上村が合併して恵那郡坂下村が発足する。
- 1905年（明治38年）7月1日 - 坂下村より川上村が分離される。
- 1911年（明治44年）1月1日 - 坂下村が町制を施行して坂下町が発足する。
- 2005年（平成17年）2月13日 - 周辺6町村と共に中津川市へ編入される。

## 経済
主な産業は、農業、林業、木工業など。周囲の山々は質の良い檜の産地であり、東濃ひのきとして建築材などに用いられている。

## 教育

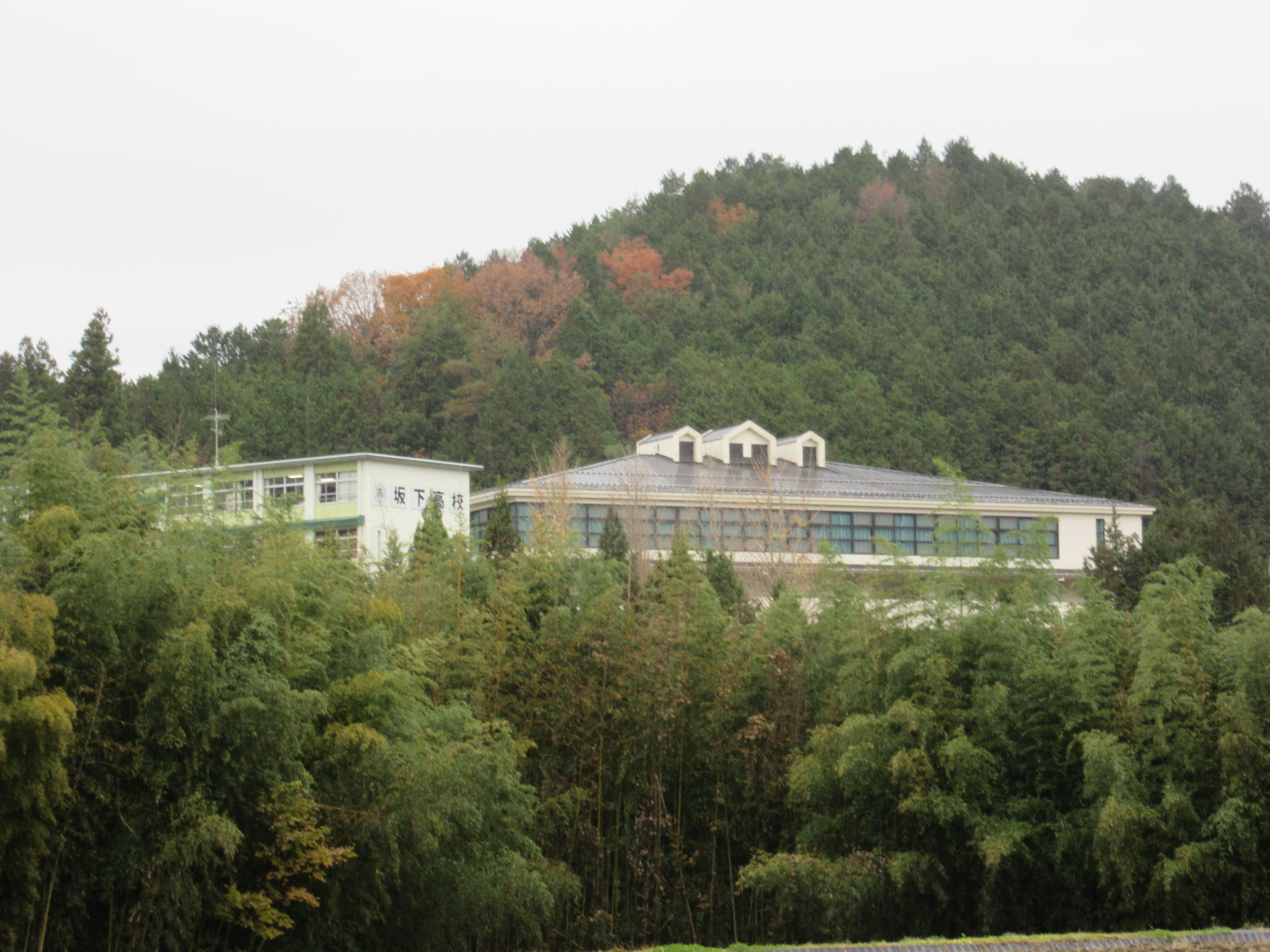
岐阜県立坂下高等学校

### 小学校
- 坂下町立坂下小学校
  - 児童玄関から校舎内に入ると正面に見える壁には坂下小学校校歌を赤、黒、白などの色でモザイクタイルにコンピュータで置き換え、描かれている。校歌作者不詳。

2005年以前に廃校となった学校
- 坂下町立上野小学校（1971年廃校）

### 中学校
- 坂下町立坂下中学校

### 高等学校
- 岐阜県立坂下高等学校

## 交通

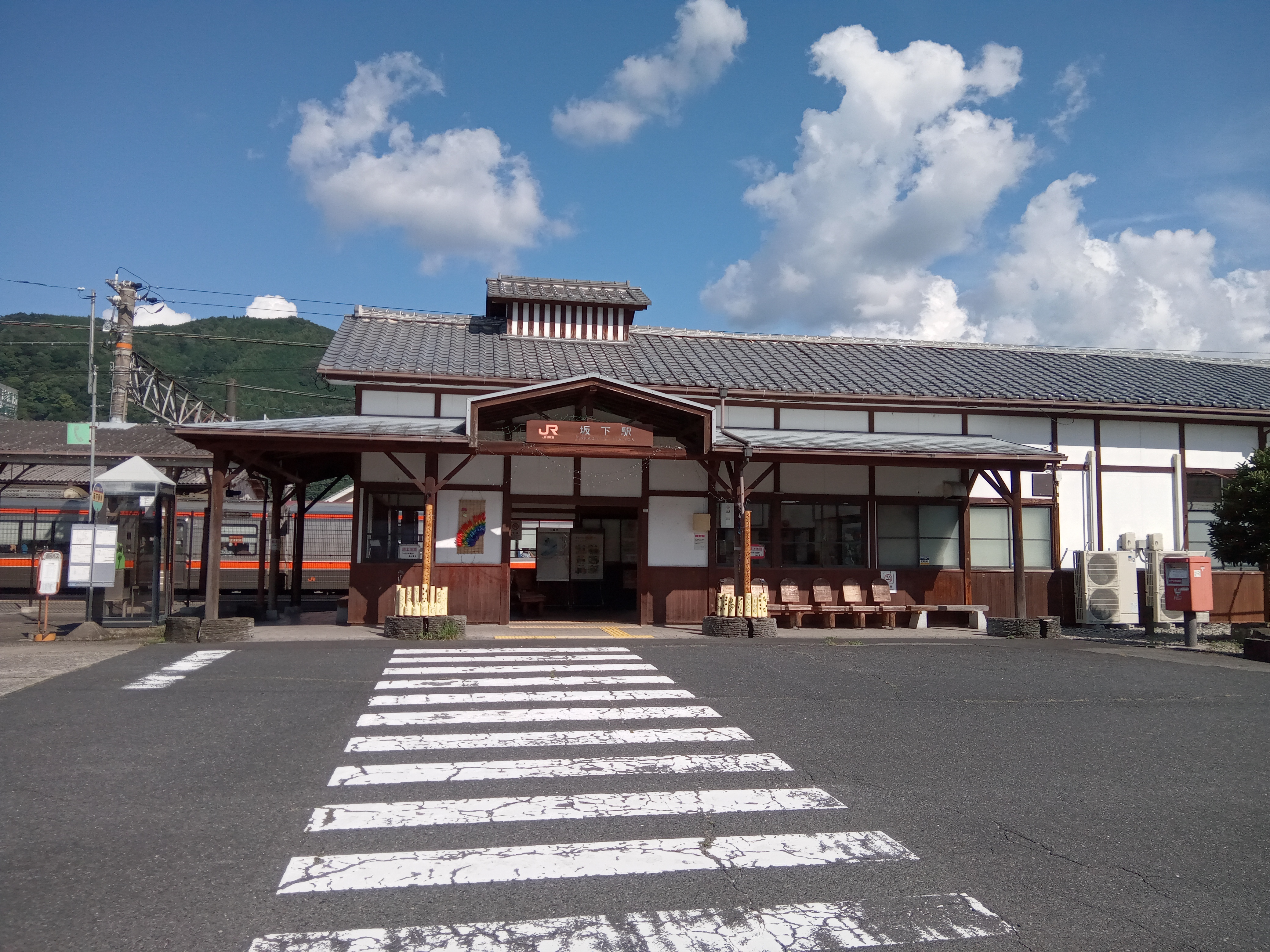
坂下駅

### 鉄道
- JR東海
  - 中央本線
    - 坂下駅 - 1908年（明治41年）開業。

- 坂川鉄道
  - 1926年（大正15年）開業。戦時中の1944年（昭和19年）には坂下森林鉄道に改称。1956年（昭和31年）に廃止された。

### 道路
高速道路
- 町内に高速道路はなし。

一般国道
- 国道256号

主要地方道
- 岐阜県道3号福岡坂下線
- 岐阜県道6号中津川田立線

一般県道
- 岐阜県道419号坂下停車場線

長距離自然歩道
- 中部北陸自然歩道

その他
- 磁前神社大杉を訪ねる道

## 名所・旧跡・観光スポット
- 坂下神社
- 出雲福徳神社
- 大洗磯前神社

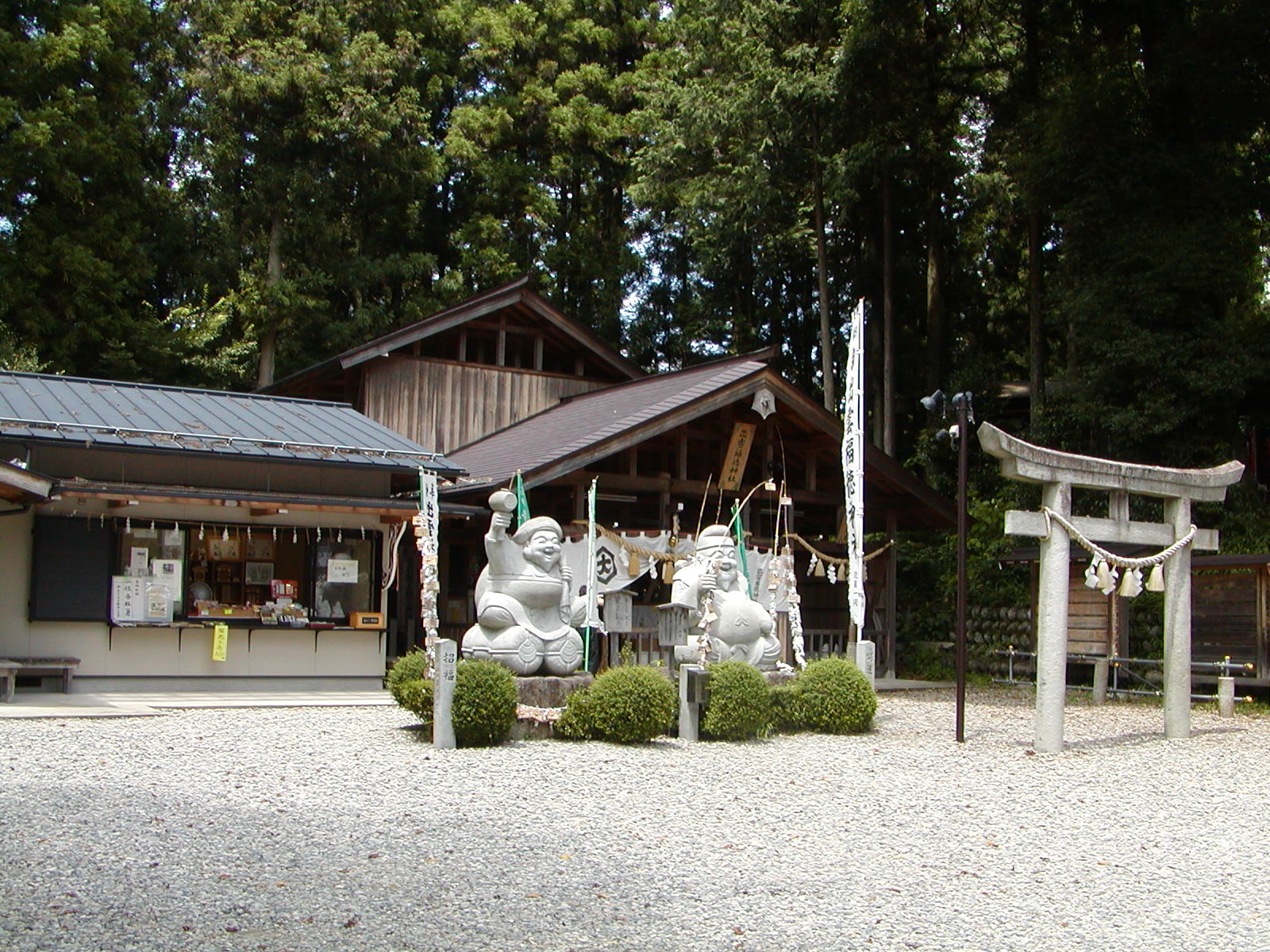
出雲福徳神社

- 蔵田寺 - 曹洞宗の寺院。明治42年（1909年）に静岡県志太郡瀬戸谷村より移築。
- 長昌寺跡
- 三井寺跡
- 西方寺跡
- 坂下の磨崖仏
- 椛の湖 - 昭和44年（1969年）から昭和46年（1971年）まで全日本フォークジャンボリーの会場となった。

## 祭事・催事
- 坂下花馬祭り - 毎年10月第2日曜。下組、合郷組、町組から出た3頭の花馬がJR坂下駅で花馬行列を作って坂下神社へ奉納する。
- 椛の湖そばの花まつり - 毎年9月下旬。椛の湖自然公園で6.5ヘクタールの蕎麦が栽培されている。

## 著名な出身者
作曲家のすぎやまこういちは、青年時代に坂下町に疎開していたことがある。
- 糸魚川淳二 - 古生物学者。
- 伊藤潤二 - 漫画家。
- 市川笑三郎（三代目） - 歌舞伎俳優。
- 恵那櫻徹 - 大相撲力士。
- 末松安晴 - 通信工学者。
- 林実利 - 修験者。